# Единадесета македонска ударна бригада
Единадесета (кумановска) македонска ударна бригада е комунистическа партизанска единица във Вардарска Македония, участвала в така наречената Народоосвободителна войска на Македония.
Създадена е на 27 август 1944 година в кумановското село Пелинце. Състои се от 370 души от района на Куманово, Крива паланка и Кратово. В периода 30 август-9 септември води битки при Куманово, Берово, Страцин, Кратово. След 18 септември бригадата е разформирована и бойците от нейните Първи и Втори кумановски батальон влизат в рамките на трета македонска ударна бригада. Третият кратовски батальон остава да действа самостойно в района на Свети Никола.

## Дейци
- Йордан Цеков – командир (от 27 август 1944)
- Перо Ивановски -политически комисар (от 27 август до 25 септември 1944)
- Димитър Алексиевски – Пекар – заместник-политически комисар
- Благоя Арсовски – Старка – началник-щаб